# Schedule I
Schedule I (englisch für „Liste 1“) ist ein Computerspiel aus dem Jahr 2025, in dem der Spieler sich ein Drogenimperium von Grund auf aufbaut. Das Spiel wurde von TVGS entwickelt und im März 2025 im Early Access für Windows veröffentlicht.
Der Name Schedule I ist von den üblichen Bezeichnungen der Listen zur Kategorisierung von Rauschmitteln im englischsprachigen Raum, Schedule 1, Schedule 2 etc., abgeleitet, wobei in Schedule 1 üblicherweise die gefährlichsten Substanzen gelistet sind.

## Handlung
Der Spieler schlüpft in die Rolle eines selbst erstellten Charakters, der auf dem Grundstück seines Onkels, Uncle Nelson, in einem Wohnmobil lebt und dort Cannabis anbaut. Als die Polizei eines Nachts Nelsons Haus untersucht, flüchtet der Spieler mit dem Wohnmobil in die fiktive Stadt Hyland Point.
Dort angekommen, wird das Wohnmobil vom örtlichen Drogenkartell gesprengt und der Spieler steht vor der Aufgabe, sich mit nur wenig Geld und den Beziehungen seines Onkels eine neue Existenz aufzubauen.

## Spielmechanik
Die Spielfigur wird aus der Egoperspektive in einem weitgehend frei erkundbaren Stadtbezirk gesteuert. Einzelne Spielelemente werden tutorial-artig im Rahmen von Quests erklärt. Bis zu vier Spieler können im Koop-Modus zusammen spielen und die anfallenden Aufgaben unter sich aufteilen.
Hauptaspekt des Spiels sind Anbau/Herstellung und Verkauf von Drogen. Zunächst stehen dem Spieler nur einfache Hilfsmittel und Materialien zur Verfügung, der Platz in einer billigen Motel-Unterkunft ist begrenzt. Je nach Spielfortschritt werden weitere Geräte, Möbel, Zutaten und Gadgets freigeschaltet. Die produzierten Drogen können an Arbeitstischen mit weiteren Zutaten verfeinert und dadurch mit bestimmten Effekten versehen werden, die von den Kunden gefragt sind. Diese Kunden werden gewonnen, indem man sie in der Spielwelt anspricht und Gratisproben verteilt. Je nach Angebot melden sie sich im Anschluss regelmäßig mit wechselnden Bestellungen, deren Erfüllung die Haupteinnahmequelle des Spielers ist.
Einige Arbeitsschritte werden minispiel-artig ausgeführt (z. B. das Verpacken der Produkte). Ein Zusatzverdienst ist durch das Sammeln von Müll möglich, der an Recycling-Stationen zu Geld gemacht wird.

## Entwicklung
Eine Demo des Spiels war bereits im Dezember 2024 auf Steam verfügbar. Der Entwickler plant, das Spiel monatlich um neue Features zu erweitern – geplant sind u. a. weitere Drogen, Angeln als Minispiel, Wettermechaniken und weitere Arten der Interaktion mit der Polizei.

## Rezeption
Im Rahmen der Veröffentlichung von Schedule I erhielten die vom Spielprinzip her sehr ähnlichen Spiele Drug Dealer Simulator (DDS) und Drug Dealer Simulator 2 auf Steam massenhaft negative Kritiken, die zur Auszeichnung „äußerst negativ“ führten, da Schedule-I-Spieler glaubten, der DDS-Publisher bzw. der Entwickler hätten TVGS verklagt. Der DDS-Publisher Movie Games S.A. sei Hinweisen auf potenzielle Urheberrechtsverstöße nachgegangen und war aufgrund dessen als börsenorientiertes Unternehmen dazu verpflichtet, eine entsprechende Untersuchung einzuleiten. Movie Games negiert, eine Klage eingereicht zu haben. Man habe dem Schedule-I-Entwickler TVGS außerdem vor der Veröffentlichung zu seinem Werk gratuliert.
Mittlerweile wurden die entsprechenden Negativ-Bewertungen auf Steam entfernt.